# Кварцхава, Дмитрий Николаевич
Дмитрий Николаевич Кварцхава (1900 год, село Теклати, Сенакский уезд, Кутаисская губерния, Российская империя — неизвестно, село Теклати, Цхакаевсский район, Грузинская ССР) — звеньевой колхоза имени Берия Теклатского сельсовета Цхакаевского района, Грузинская ССР. Герой Социалистического Труда (1948).

## Биография
Родился в 1900 году в крестьянской семье в селе Теклати Сенакского уезда (сегодня — Сенакский муниципалитет). Окончил местную сельскую школу. С раннего возраста трудился в сельском хозяйстве. Во время коллективизации вступил в колхоз имени Берия Цхакаевского района (с 1953 года — колхоз села Теклати Цхакаевского района). В последующие годы возглавлял полеводческое звено.
В 1947 году звено под его руководством собрало в среднем с каждого гектара по 71,41 центнера кукурузы на площади 3 гектара. Указом Президиума Верховного Совета СССР от 21 февраля 1948 года удостоен звания Героя Социалистического Труда за «получение в 1947 году высоких урожаев кукурузы и пшеницы» с вручением ордена Ленина и золотой медали «Серп и Молот» (№ 864).
Этим же указом званием Героя Социалистического Труда был награждены председатель колхоза имени Берия Пётр Андреевич Гварамия, бригадиры Шалва Парнович Гварамия, Евгений Квиквиньевич Шаматава, звеньевые Отар Феофанович Гварамия, Баграт Петрович Гвичия, Константин Филиппович Джиджелава и Юлон Максимович Квирквелия.
После выхода на пенсию проживал в родном селе Теклати Цхакаевского района. С 1968 года — персональный пенсионер союзного значения. Дата смерти не установлена.